# Großsteingräber bei Zarrentin
Die Großsteingräber bei Zarrentin waren vier megalithische Grabanlagen der jungsteinzeitlichen Trichterbecherkultur bei Zarrentin, einem Ortsteil von Sassen-Trantow im Landkreis Vorpommern-Greifswald (Mecklenburg-Vorpommern). Sie wurden vermutlich im 19. Jahrhundert zerstört. Die Existenz der Gräber wurde in den 1820er Jahren durch Friedrich von Hagenow handschriftlich erfasst. Seine Notizen, die den Gesamtbestand der Großsteingräber auf Rügen und in Neuvorpommern erfassen sollten, wurden 1904 von Rudolf Baier veröffentlicht. Die Anlagen bei Zarrentin wurden dabei nur listenartig aufgenommen. Ihre genaue Lage, Maße und Ausrichtung sind unbekannt. Vermerkt ist lediglich, dass es sich bei allen vier Gräbern um Großdolmen gehandelt hat.
Die Anlagen von Zarrentin sind Teil einer größeren Gruppe von Megalithgräbern, die sich südwestlich von Greifswald zwischen Dargelin im Osten und Düvier im Westen erstreckt. Die nächsten erhaltenen Anlagen sind die nördlich gelegenen Großsteingräber bei Sassen.